# Hôtel Ango-de-la-Motte
L'hôtel Ango-de-la-Motte est un ancien hôtel particulier situé à Argentan, en France.

## Localisation
Le monument est situé dans le département français de l'Orne, à l'angle de la rue Saint-Germain et de la rue de la Vicomté, face à l'église Saint-Germain d'Argentan.

## Architecture
L'édifice est inscrit au titre des Monuments historiques depuis le 27 septembre 1948.